# Macrolepidoptera
 (novembre 2018).
Si vous disposez d'ouvrages ou d'articles de référence ou si vous connaissez des sites web de qualité traitant du thème abordé ici, merci de compléter l'article en donnant les références utiles à sa vérifiabilité et en les liant à la section « Notes et références ».
Ce taxon est aujourd'hui obsolète.
Sous-ordre
Les Macrolepidoptera (les macrolépidoptères) sont un regroupement traditionnel de lépidoptères qui était parfois classé comme sous-ordre. Il s'oppose aux microlépidoptères. Ce groupe n'est pas reconnu comme valide dans les classifications actuelles.

## Liste des super-familles
Il était classique de le diviser en plusieurs super-familles[réf. souhaitée] :
- Bombycoidea
- Drepanoidea
- Geometroidea
- Hesperioidea
- Mimallonoidea
- Noctuoidea
- Papilionoidea
- Uranioidea